# Heaven (Rebecca Ferguson)
Heaven è l'album di debutto della cantante inglese Rebecca Ferguson, pubblicato il 5 dicembre 2011 dalle etichette discografiche Syco Music ed Epic Records. Rebecca è diventata famosa per essersi piazzata seconda nella settima edizione del talent show britannico The X Factor. Dall'album sono stati estratti tre singoli: Nothing's Real But Love, Too Good to Lose e Glitter & Gold.
L'album è entrato alla nona posizione della classifica irlandese e alla terza di quella britannica. Ha venduto circa 128 000 copie nella sua prima settimana nel Regno Unito. È stato certificato disco doppio platino sempre nel Regno Unito per aver venduto oltre 600 000 copie.

## Tracce
1. Nothing's Real But Love (Rebecca Ferguson, Eg White) - 2:54
2. Glitter & Gold (Rebecca Ferguson, Alex Smith, Paul Barry) - 3:29
3. Shoulder to Shoulder (Rebecca Ferguson, Eg White) - 3:13
4. Fairytale (Let Me Live My Life This Way) (Rebecca Ferguson, Eg White) - 3:23
5. Mr. Bright Eyes (Rebecca Ferguson, Brian Higgins, Luke Fitton, Matt Gray, Toby Scott, Owen Parker) - 4:00
6. Fighting Suspicions (Rebecca Ferguson, Eg White) - 4:15
7. Teach Me How to Be Loved (Rebecca Ferguson, Jonny Lattimer) - 3:50
8. Run Free (Rebecca Ferguson, Steve Booker) - 3:13
9. Diamond to Stone (Rebecca Ferguson, Fraser T. Smith) - 3:39
10. Too Good to Lose (Rebecca Ferguson, Eg White) - 3:44

Deluxe Edition
1. Nothing's Real But Love
2. Glitter & Gold
3. Shoulder to Shoulder
4. Fairytale (Let Me Live My Life This Way)
5. Mr. Bright Eyes
6. Fighting Suspicions
7. Teach Me How to Be Loved
8. Run Free
9. Diamond to Stone
10. Too Good to Lose
11. Backtrack
12. Strange & Beautiful (I'll Put a Spell on You)
13. Good Days, Bad Days
14. I'll Count the Days
15. I'll Take Care of You  (Live at Liverpool Echo Arena)

## Classifiche
| Classifica (2011) | Posizione massima |
| ----------------- | ----------------- |
| Australia         | 14                |
| Austria           | 18                |
| Irlanda           | 9                 |
| Italia            | 30                |
| Nuova Zelanda     | 22                |
| Regno Unito       | 3                 |
| Spagna            | 53                |
| Svizzera          | 7                 |

## Date di pubblicazione
| Paese       | Data            | Formati               |
| ----------- | --------------- | --------------------- |
| Regno Unito | 5 dicembre 2011 | CD, download digitale |
| Irlanda     | 5 dicembre 2011 | CD, download digitale |
| Italia      | 7 febbraio 2012 | CD, download digitale |
| Stati Uniti | 15 maggio 2012  | CD, download digitale |